# SharedX
SharedX era una herramienta desarrollada por HP a mediados de los años 1980 para permitir a los Servidores X "compartir" una ventana, de esta manera permitiendo a los usuarios en múltiples estaciones de trabajo interactuar con la misma X Window. El intento era proporcionar una colaboración en tiempo real en un ambiente de red X11. Una década más tarde, este esfuerzo sería llamado "desktop sharing" (compartición de escritorio), con el VNC siendo un importante jugador en esta área. La primera versión fue desarrollada en los laboratorios HP en 1988 por Dan Garfinkel y Steve Lowder, basado en el trabajo hecho previamente por Phil Gust.
La herramienta ShareX fue suministrada en versiones del HP-UX.